# Padre Mororó

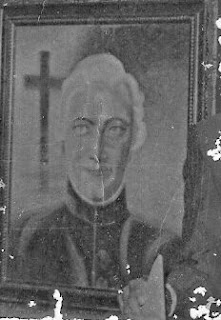
Gravura representando Padre Mororó

Gonçalo Inácio de Loyola Albuquerque e Mello (Povoado de Riacho do Guimarães, atual município de Groaíras, 24 de julho de 1778 — Fortaleza, 30 de abril de 1825), mais conhecido como Padre Mororó,  foi um sacerdote, jornalista e revolucionário brasileiro.
Nasceu em Groaíras, então chamada de Riacho do Guimarães, filho de Félix José de Sousa e Oliveira e de Teodósia Maria de Jesus Madeira. Avós (paternos): Francisco de Sousa Oliveira Catunda e Tecla Rodrigues; Avós (maternos): Manuel Madeira de Matos e Francisca de Albuquerque e Melo. O pai do Pe. Mororó era natural do Rio Grande do Norte e sua mãe era filha de um português casado com uma moça da família Albuquerque (de Pernambuco). Gonçalo teve o sobrenome registrado o de sua avó materna. A respeito de seu avô materno, diz o Barão de Studart: "Manuel de Matos Madeira, português, que para a antiquíssima povoação do Riacho dos Guimarães, próxima da vila de Caiçara (Sobral) já viera casado, rezando crônicas sertanejas que, conforme após a morte de Madeira, se verificou de papéis que este sempre subtraíra ao conhecimento dos mais íntimos, era o dito Madeira, que no Estado tem grande descendência, um alto titular da nobreza de Portugal, de nome diverso desse pelo qual se fazia tratar, e evadido da sua terra ante a mortal perseguição desenvolvida contra a sua família pelo Conde de Oeiras, poderosíssimo Ministro d'El-Rei Dom José".
Iniciou seus estudos no interior do Ceará, partindo, aos vinte e dois anos, para Pernambuco, onde se matriculou no curso de Teologia. Ordenou-se sacerdote em 1802 no Seminário de Olinda, que segue orientação iluminista e com influência na formação de ideias antiabsolutistas numa geração de jovens. 
No seminário teve como colegas Frei Caneca, Padre Miguelinho e Padre João Ribeiro.
Exerceu a atividade religiosa em várias cidades do interior do Ceará, onde chegou a pregar contra a Revolução de 1817. Aos poucos, porém, começou a ter contato com as ideias liberais, graças à leitura do jornal Correio Braziliense.
Quando soube da notícia do fechamento da Constituinte de 1823, liderou o repúdio de Quixeramobim ao autoritarismo do D. Pedro I. Formou-se, então, o movimento que culminaria na Confederação do Equador. 
Utilizou-se como veículo de comunicação dessas ideias o Diário do Governo do Ceará, o primeiro jornal publicado no estado, cuja redação e direção coube ao Pe. Gonçalo Inácio de Albuquerque Mororó. Em pouco tempo o jornal deixou a condição natural de porta voz do governo para transformar-se em peça de artilharia da campanha por um Nordeste independente e que posteriormente se passasse para todo o Brasil. 
O nome Mororó, foi criado por indígenas e dado a uma árvore com valor medicinal, a qual originalmente era chamado de mboró (sabor amargo) + oró (superior) e o sobrenome surgiu por nacionalismo típico da época, assim como de muitos líderes revolucionários nordestinos, que substituíram os seus cognomes por nomes que lembrassem alguma coisa do país ou da região que traduzissem adesões à independência. Era uma afirmação pública de nacionalismo, ou melhor, brasilidade. Dando origem assim ao sobrenome, que famílias locais posteriormente adotariam, buscando assim resgatar e manter viva a memória do mártir que sacrificou a sua vida em prol dos nordestinos.
Com o fracasso do movimento, foi preso e condenado à morte pela forca. Entretanto, a pena foi convertida em fuzilamento já que ninguém se prontificou a exercer a vil tarefa de ser o carrasco. Assim, Padre Mororó foi executado no antigo Campo da pólvora, hoje chamado Praça dos Mártires ou Passeio Público.